# Hattorianthus
Hattorianthus là một chi rêu trong họ Pallaviciniaceae.